# Rosey E. Pool
Rosey E. Pool (n. 7 mai 1905, Amsterdam, Țările de Jos – d. 29 septembrie 1971) a fost o traducătoare și profesoară neerlandeză, precum și autoare a unor antologii de poezie afro-americană. 

## Biografie
Rosey Pool s-a născut și a crescut într-o familie de evrei nereligioși din Amsterdam. În 1920 a participat la diferite mișcări de tineret printre care Arbeiders Jeugd Centrale (AJC) și Clubul Studenților Social-Democrați (SDSC). În 1927 a fost unul dintre fondatorii Cercului Artiștilor Socialiști (SKK). În august 1927, la scurt timp după ce s-a logodit cu juristul berlinez și ulterior senatorul hamburghez Gerhard Kramer (1904-1973), Pool s-a mutat la Berlin. Acolo a studiat literatura engleză la Friedrich-Wilhelms-Universität (cunoscută în prezent ca Universitatea Humboldt). Ea a scris o teză despre Poezia negrilor din america, dar nu a reușit să o finalizeze din cauza măsurilor antievreiești luate de naziști. În 1935 Kramer și Pool au divorțat. Aflată la Berlin, Pool i-a ajutat pe evreii germani să fugă în Țările de Jos, oferindu-le adrese unde puteau găsi adăpost. În ianuarie 1939, la scurt timp după Noaptea de cristal, Pool s-a întors la Amsterdam.
În timpul celui de-al Doilea Război Mondial a predat la Liceul Evreiesc din Amsterdam, având-o printre eleve pe fetița Anne Frank. Pool s-a implicat într-un grup de rezistență al evreilor germani denumit Van Dien, care s-a format în jurul Tehuis Oosteinde. În septembrie 1943, acest grup de rezistență a ajutat-o să scape din lagărul de tranzit nazist Westerbork. S-a ascuns în orașul Baarn, a scris poezii de rezistență și a întocmit un volum de poezie afro-americană. Majoritatea membrilor familiei ei nu au supraviețuit războiului: părinții și fratele ei au murit la Sobibor.
La sfârșitul anilor 1940 Pool s-a mutat la Londra. Ea a devenit implicată în Mișcarea Black Arts atât în Marea Britanie, cât și în Statele Unite ale Americii. A călătorit în SUA ca bursier Fulbright și United Negro College Fund (1959-1960) și ca lector invitat la mai multe colegii din sudul Americii. În Statele Unite, ea a contribuit la emanciparea afro-americanilor în Mișcarea pentru Drepturile Civile, comparând măsurile antievreiești ale naziștilor cu măsurile de segregare din sudul Americii. Rosey Pool a purtat corespondență cu scriitori și poeți celebri precum Countee Cullen, Langston Hughes, W.E.B. Du Bois, Naomi Madgett, Owen Dodson, Gordon Heath și Robert Hayden. Când Pool a fost invitată ca lector la Alabama A and M University ea a organizat două conferințe ale scriitorilor, la care au participat Samuel Allen (Paul Vesey), Margaret Burroughs, Dudley Randall și Mari Evans. Ed Simpkins a explicat: „[cartea] Beyond the Blues a lui Rosey Pool a fost cea care ne-a adus pentru prima oară împreună (...).”
În 1966 Pool a fost membră a juriului la Festivalul Mondial de Artă Neagră, organizat în orașul Dakar din Senegal. Juriul i-a premiat pe poetul Robert Hayden și pe activistul politic Nelson Mandela. În data de 30 aprilie 1965 Pool a devenit o adeptă a credinței Bahá'í și a început să promoveze intens religia.

## Lucrări (selecție)
Traducător
- Emily Dickinson, Ten poems (Amsterdam, Vijf Ponden Pers, 1944)
- William Shakespeare, Three sonnets (Utrecht, G.M. van Wees, 1944)
- Joost van den Vondel, Yon good old times, some topical lines (Amsterdam, 1944)
- Frans Schubert, Drie Meisjes Huis (Drei Mäderl Haus) [Operetă]
- Erich Schönlank, Tekens aan de wand (Amsterdam, Andries Blitz, 1949)
- Catherine Drinker Bowen și Barbara von Meck, Dierbare vriendin. De roman van Peter Tsjaikowsky en Nadesjda von Meck (Amsterdam, N.V. E.M. Querido's Uitgeverij, 1953)
- V.S. Reid, Het Luipaard. Roman (Amsterdam, Wereldbibliotheek, 1959)
- Annie M. G. Schmidt, Love from Mick and Mandy (Londen, Odhams Press, 1961)
- Annie M. G. Schmidt, Good luck Mick and Mandy (Londen, Odhams Press, 1961)
- Annie M. G. Schmidt, Take care, Mick and Mandy (Londen, Odhams Press, 1961)
- Claude Brown, Mijn Harlem (Rotterdam, Lemniscaat, 1966)
- Operatie Mallemolen [The Enemy-Go-Round], hoorspel van Leo Goldman (KRO, 1966)
- Het systeem van pater Jensen, hoorspel van Leszek Kolakowski (KRO, 1970)

Lucrări scrise de Pool
- In Memoriam Matris (nepublicat, 1944)
- Beperkt zicht (Amsterdam, Querido, 1945)
- Een handvol Poolse aarde. Het leven van Frédéric Chopin (1810–1849) (Tilburg, Nederland's Boekhuis, 1950: 1e druk)
- Een nieuw lied voor Amerika. Het leven van George Gershwin (1898–1937) (Tilburg, Nederland's Boekhuis, 1951)
- 'African Renaissance', în: Phylon [1940–1956], vol. 14, no. 1 (1st Qtr., 1953), pp. 5–8
- 'The Negro Actor in Europe', în: Phylon [1940–1956], vol. 14, no. 3 (3rd Qtr., 1953), pp. 258–267
- 'n Engelse sleutel. Een ABC over het "Perfide Albion" (Amsterdam, De Boer, 1957)
- Eric Walrond și Rosey E. Pool (eds.), Black and Unknown Bards: A Collection of Negro Poetry (Aldington, Kent, Hand & Flower Press, 1958)
- Rosey E. Pool și Paul Breman (eds.), Ik zag hoe zwart ik was. Poëzie van Noordamerikaanse negers. Een tweetalige bloemlezing van Rosey E. Pool en Paul Breman (Den Haag, Bert Bakker / Daamen N.V., 1958)
- Menschen in London (Mohn, Gütersloh, 1959)
- Vom Darling zum Plumpudding Ein amüsantes ABC britischen Lebens (Josef Keller, Starnberg, 1960)
- Rosey E. Pool și Paul Breman, Black all day. American negro poetry (Amsterdam, Instituut voor Kunstnijverheidsonderwijs, 1960)
- Beyond the Blues: New Poems by American Negroes (Lympne, Kent, England, Hand and Flower Press, 1962)
- 'The Discovery of American Negro Poetry', în: Freedomways. A quarterly review of the Negro Freedom Movement, Fall 1963, vol. 3, no. 4.
- Ik ben de nieuwe neger (Den Haag, Bert Bakker, 1965)
- 'Fling me your challenge. Commentary On The Literary Scene', în: Negro Digest, December 1965, vol. XV, no.2, p. 54–60
- 'Robert Hayden: Poet Laureate', în: Negro Digest. A Johnson publication, June 1966, vol. XV, no. 8, pp. 39–75.
- Lachen om niet te huilen (Rotterdam, Lemniscaat, 1968)
- 'Anne Frank: The Child and the Legend', în: World Order: Spring 1972, Vol. 6 No. 3
- '"Grand Prix de la Poezie" for Robert Hayden', în: World Order: Summer 1983, Vol. 17 No. 4